# تکسکوکو، استادو د مخیکو
تکسکوکو، استادو د مخیکو (به اسپانیایی: Texcoco, State of Mexico) از شهرهای کشور مکزیک است که در ایالت استادو د مخیکو قرار دارد و جمعیت آن طبق سرشماری سال ۲۰۱۰ میلادی ۲۳۵٬۳۱۵ نفر بوده است.